# Annamanum plagiatum
Annamanum plagiatum là một loài bọ cánh cứng trong họ Cerambycidae.